# Williams FJ44
Williams FJ44 je družina majhnih dvogrednih turboventilatorskih reaktivnih motorjev. Motor sta zasnovala Williams International in Rolls-Royce in je namenjen lahkim reaktivnim poslovnim letalom in zelo lahkim reaktivcem  (VLJ). Nekaj časa je bil FJ44 eden izmed najmanjših turbofanov. Motor je v bistvu Williamsov dizajn, Rolls-Royce je razvil zračno hlajeno visokotlačno turbino. Prvič je poletel 12. julija 1988 na Scaled Composites/Beechcraft Triumph.
Williams FJ33 je manjša verzija FJ44

## Letala s FJ44 motorji
Vir:
FJ44
- Beechcraft Premier I
- Eviation Jets EV-20 Vantage Jet
- Cessna CitationJet
- Emivest SJ30
- Grob G180 SPn
- Hawker 200
- Lockheed Martin RQ-3 DarkStar
- Lockheed Martin Polecat
- Pilatus PC-24
- Piper PA-47 PiperJet
- Piper PiperJet Altaire
- Saab 105
- Scaled Composites Proteus
- Scaled Composites Triumph
- Virgin Atlantic GlobalFlyer

F129
- Cessna 526 CitationJet

## Specifikacije
| FJ44 Specifikacije                    | FJ44 Specifikacije | FJ44 Specifikacije | FJ44 Specifikacije | FJ44 Specifikacije | FJ44 Specifikacije | FJ44 Specifikacije | FJ44 Specifikacije | FJ44 Specifikacije |
| ------------------------------------- | ------------------ | ------------------ | ------------------ | ------------------ | ------------------ | ------------------ | ------------------ | ------------------ |
|                                       | FJ44-1A            | FJ44-1C            | FJ44-1AP           | FJ44-2A            | FJ44-2C            | FJ44-3A            | FJ44-3A-24         | FJ44-4             |
| Potisk (lbf)                          | 1 900              | 1 500              | 1 965              | 2 300              | 2 400              | 2 820              | 2 490              | 3 600              |
| Potisk (N)                            | 8 452              | 6 672              | 8 741              | 10 231             | 10 676             | 12 544             | 11 076             | 16 014             |
| Specifična poraba goriva (lb/uro/lbf) | 0,456              | 0,460              | -                  | -                  | -                  | -                  | -                  | -                  |
| Teža (lb)                             | 460                | 460                | 468                | 530                | 520                | 535                | 535                | 650                |
| Teža (kg)                             | 209                | 209                | 212                | 240                | 236                | 243                | 243                | 295                |
| Dolžina (inče)                        | 53,3               | 53,3               | 57,9               | 59,8               | 59,8               | 62,4               | 62,4               | 68,6               |
| Dolžina (mm)                          | 1 354              | 1 354              | 1 471              | 1 519              | 1 519              | 1 585              | 1 585              | 1 742              |
| Premer ventilatorja (inče)            | 20,9               | 20,9               | 20,7               | 21,7               | 21,7               | 22,9               | 22,9               | 25,2               |
| Premer ventilatorja (mm)              | 531                | 531                | 526                | 551                | 551                | 582                | 582                | 640                |
| Obtočno razmerje                      | 3,28               | 3,28               | -                  | 4,1                | -                  | -                  | -                  | -                  |